# Chenal anastomosé
Pour un article plus général, voir chenal.

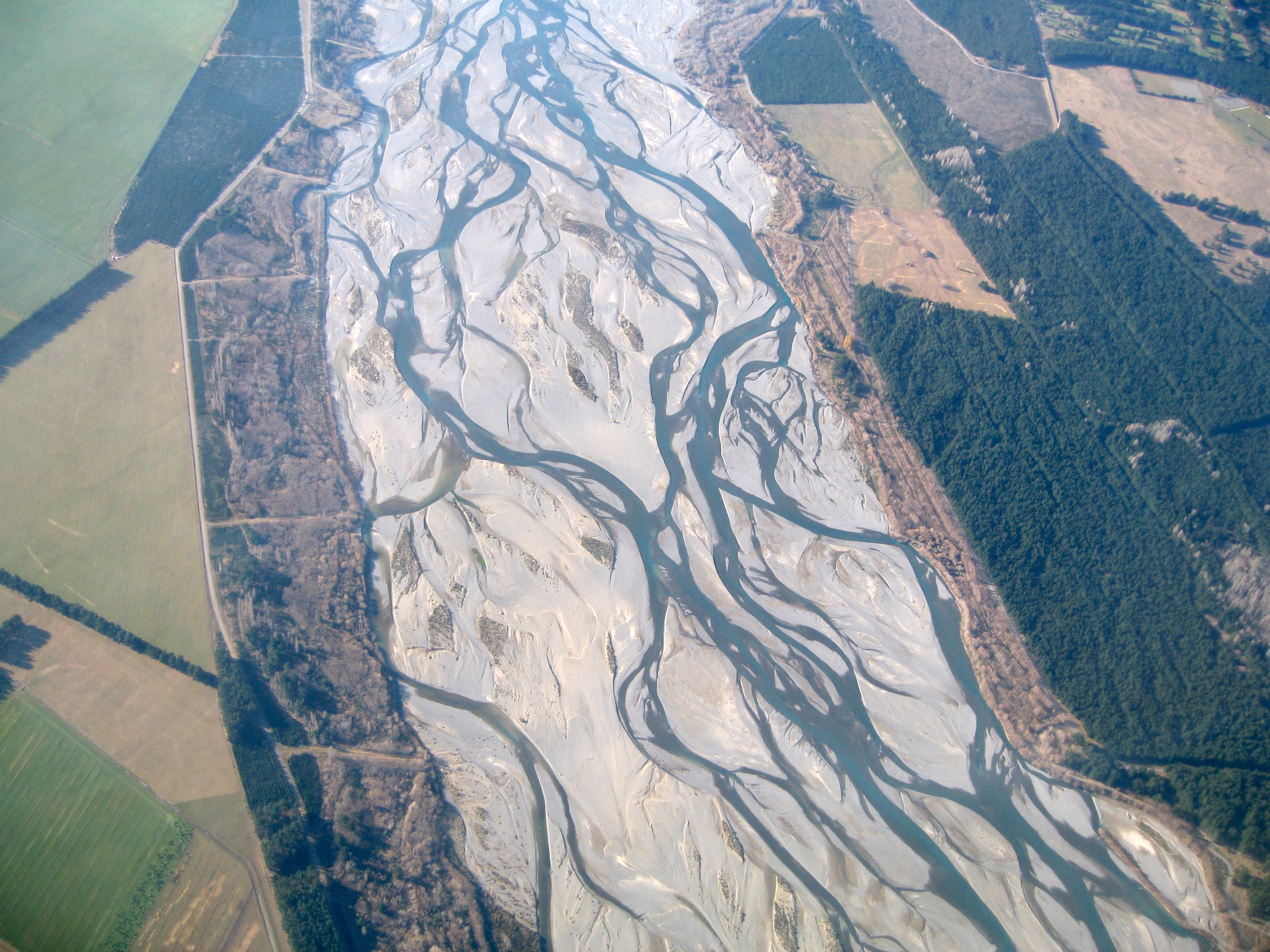
Vue aérienne de chenaux anastomosés d'une rivière (attention ceci est un chenal en tresse et pas en anastomose!)

En hydrologie, un chenal anastomosé est un type de chenal où la vitesse de l'eau est faible.
Il existe quatre types de chenaux[réf. nécessaire] : chenal rectiligne, chenal méandriforme, chenal en tresse et chenal anastomosé.
Un chenal anastomosé est semblable à un chenal en tresse, mais sa pente est moins importante. En revanche, son indice de sinuosité est plus important.
Il y a des barres sableuses longitudinales entre les chenaux sur lesquelles il peut y avoir de la végétation, ce qui s'oppose à la migration des chenaux. Le faciès de remplissage du chenal est un faciès de débordement. La sinuosité de ce type de chenal est faible.